# Onecote
Onecote är en ort och civil parish i Storbritannien.   Den ligger i grevskapet Staffordshire och riksdelen England, i den södra delen av landet, 210 km nordväst om huvudstaden London. Onecote ligger 288 meter över havet och antalet invånare är 224.
Terrängen runt Onecote är platt åt sydost, men åt nordväst är den kuperad. Runt Onecote är det ganska tätbefolkat, med 166 invånare per kvadratkilometer. Närmaste större samhälle är Stoke-on-Trent, 19,8 km sydväst om Onecote. Trakten runt Onecote består i huvudsak av gräsmarker.